# Culemborg

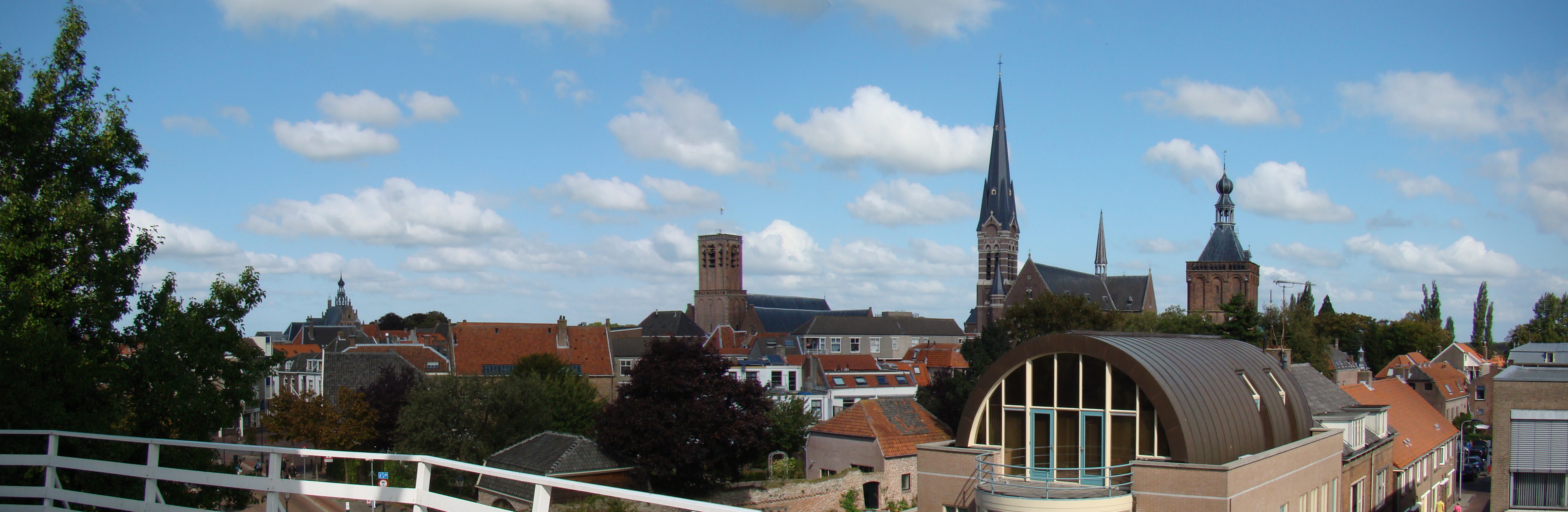

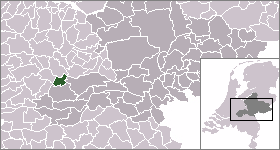
Culemborgs läge

Culemborg är en kommun i provinsen Gelderland i Nederländerna. Kommunens totala area är 31,18 km² (där 1,60 km² är vatten) och invånarantalet är på 27 178 invånare (2005).